# Wordshaker
Wordshaker − drugi album brytyjsko-irlandzki girlsbandu The Saturdays. Album został wydany 12 października 2009 roku przez wytwórnię Fascination. Zespół współpracował z takimi producentami jak: Dick Beetham, Louis Biancaniello, Chris Braide, Jörgen Elofsson, David i Thomas Eriksen, Steve Mac i inni.
Album zadebiutował na 36 miejscu Irish Albums Chart, w drugim tygodniu album spadł na 91 pozycję. W Wielkiej Brytanii album zadebiutował na 9 pozycji UK Albums Chart. 14 maja 2010 roku krążek uzyskał status srebrnej płyty rozchodząc się w ponad 60,000 egzemplarzy.

## Single
- "Forever Is Over" został wydany jako singiel inauguracyjny 5 października 2009. Zaraz po wydaniu utwór trafił na pierwsze miejsce UK Download Chart, a tydzień później zadebiutował na 2 pozycji UK Singles Chart.
- "Ego" został wyprodukowany i napisany przez Steve Maca. Wydany jako drugi singel z albumu 3 stycznia 2010 roku dotarł do 9 miejsca UK Singles Chart oraz 10 miejsca Irish Singles Chart.

## Lista utworów
| Nr. | Tytuł piosenki    | Autor i współtwórcy tekstu piosenki           | Producent/Producenci             | Czas |
| --- | ----------------- | --------------------------------------------- | -------------------------------- | ---- |
| 1.  | "Forever Is Over" | Sam Watters, Louis Biancaniello, James Bourne | Louis Biancaniello, Sam Watters  | 3:40 |
| 2.  | "Here Standing"   | Jordan Omley, Michael Mani, Nina Woodford     | Mani, Omley                      | 3:36 |
| 3.  | "Ego"             | Steve Mac, Ina Wroldsen                       | Steve Mac                        | 2:59 |
| 4.  | "No One"          | Wroldsen, David Eriksen                       | David Eriksen, Thomas Eriksen    | 3:18 |
| 5.  | "One Shot"        | Wroldsen, David Kreuger, Per Magnusson        | Magnusson                        | 3:31 |
| 6.  | "Wordshaker"      | Wroldsen, David Eriksen                       | David Eriksen                    | 3:30 |
| 7.  | "Denial"          | Chris Braide, Wroldsen                        | Braide                           | 3:53 |
| 8.  | "Open Up"         | Wroldsen, Kreuger, Magnusson                  | Magnusson                        | 3:52 |
| 9.  | "Lose Control"    | Jörgen Elofsson, Pär Westerlund               | Elofsson, Westerlund             | 3:19 |
| 10. | "Not Good Enough" | Wroldsen, Josef Larossi                       | Quiz & Larossi                   | 3:40 |
| 11. | "Deeper"          | The Saturdays, Wroldsen                       | Justin Trugman, Oliver Goldstein | 4:05 |
| 12. | "2 am"            | Andreas Romdhane, Larossi, Wroldsen           | Quiz & Larossi                   | 4:08 |

| iTunes pre-order bonus tracks |
| --- |
| 13. "Chasing Lights" (Live from iTunes Festival 2009) – 4:03 14. "Wordshaker" (Live from iTunes Festival 2009) – 3:32 15. "One Shot" (Live from iTunes Festival 2009) – 3:35 |

| HMV exclusive bonus track                            |
| ---------------------------------------------------- |
| 13. "Forever Is Over" (Manhattan Clique Edit) – 6:20 |

## Notowania i certyfikaty
| Lista (2008)       | Najwyższa pozycja |
| ------------------ | ----------------- |
| Irish Albums Chart | 36                |
| UK Albums Chart    | 9                 |

| Kraj            | Nadający | Certyfikat |
| --------------- | -------- | ---------- |
| Wielka Brytania | BPI      | Srebro     |

## Historia wydania
| Kraj            | Format               | Data                 | Wytwórnia           |
| --------------- | -------------------- | -------------------- | ------------------- |
| Irlandia        | CD, digital download | 9 października 2009  | Polydor Records     |
| Wielka Brytania | CD, digital download | 12 października 2009 | Fascination Records |